# Donga
Donga é um departamento do Benim. Sua capital é a cidade de Djougou. É dos departamentos menos habitados do país, concentrando apenas 5,4% da população.

## Comunas
- Bassila
- Copargo
- Djougou Rural
- Djougou Urban
- Ouaké

## Demografia
| 2002   | 2013   | Taxa de variação intercensitária |
| 350062 | 543130 | 3,96%                            |